# Solveig Vitanza
Solveig Vitanza (nascida a 10 de julho de 1982) é uma política norueguesa.
Foi eleita vice-representante no Storting pelo círculo eleitoral de Østfold para o período 2021-2025, pelo Partido Trabalhista. Ela substituiu Jon-Ivar Nygård no Storting a partir de 2021, enquanto Nygård é ministro no governo.
Vitanza é natural de Halden e é membro do conselho municipal de Halden desde 2019. Ela formou-se na Universidade de Oslo, e já trabalhou na Universidade de Østfold.